# Кольская (буровая платформа)
«Ко́льская» — самоподъёмная нефтяная платформа, построенная в 1985 году финской судостроительной компанией «Раума Репола». Платформа имела треугольную компоновку с консолью и тремя независимыми опорами для закрепления на морском дне.
18 декабря 2011 года во время буксировки к Сахалину платформа перевернулась и затонула. В результате кораблекрушения погибло или пропало без вести 53 человека.

## Эксплуатация
Буровая платформа была построена в 1985 году финской судостроительной компанией «Раума Репола» (ныне входит в корпорацию Metso).
После постройки платформа долгое время работала в акватории Кольского залива, позже была сдана в аренду.
После окончания работы в Кольском заливе буровая платформа была передана для работы на Сахалинском месторождении.
Плавучая буровая установка «Кольская» была транспортирована из Мурманска в Магаданский морской торговый порт на теплоходе «Трансшельф».
Операция по перевозке длилась с мая по август, позже в течение двух недель велась сборка подготовка платформы к бурению.
Маршрут трансокеанской операции проходил по Атлантическому, Индийскому и Тихому океанам, его протяжённость составила 19 000 морских миль.
В ряде СМИ появилась информация о том, что 17 августа 2011 года при подтоплении судна для снятия платформы в одном из танков была обнаружена трещина.
В качестве причины возникновения этой трещины были упомянуты обстоятельства погрузочно-разгрузочных работ, при которых центр тяжести буровой сместился.
Видимо, трещина была заделана вскоре после обнаружения, так как буровая начала работу на скважине «Первоочередная» в течение 10 дней.
Позже факт наличия трещины подтвердили в Арктикморнефтегазразведке.

## Гибель
26 августа 2011 года два буксира провели платформу в Охотское море на Западно-Камчатский лицензионный участок шельфа. В сентябре 2011 года установка приступила к бурению скважины «Первоочередная» глубиной 3,5 км. Работы проводила компания «Газфлот» (дочернее предприятие «Газпрома»). С собственником платформы («Арктикморнефтегазразведка»), был заключен контракт, который предусматривал выполнение работы по бурению и испытанию скважины «Первоочередная».
18 декабря 2011 года ледокол «Магадан» и буксир «Нефтегаз-55» буксировали платформу от западного побережья Камчатки на Сахалин. В процессе буксировки суда проходили район с сильным штормом — сила ветра достигала 15 м/с, высота волн — 5 м. Волны разрушили два воздушных танка буровой, в которые начала поступать вода, насосы по её откачке работали на пределе. Поступление воды привело к значительному дифференту на нос. Штормовыми волнами были повреждены палубные конструкции. Также был поврежден буксирный трос с ледокола «Магадан».
Буксир «Нефтегаз-55» аварийно отдал буксир и направился к платформе для спасения людей, собравшихся на верхней палубе. Трое человек выпрыгнули в воду, их забрали на борт буксира. Усилившийся дифферент привёл к заваливанию платформы на борт. Основную массу людей, приготовившихся к эвакуации, накрыло рухнувшей вышкой.
В результате аварии буровая платформа перевернулась и затонула на глубине 1442 м. Катастрофа произошла в 200 км северо-восточнее сахалинского мыса Терпения. Во время катастрофы на ней находилось 67 человек (53 членов экипажа и 14 прикомандированных специалистов). Буксир «Нефтегаз-55» также получил трещину в корпусе.
Причиной кораблекрушения стал обрыв буксировочного троса ледокола «Магадан» и последующее повреждение платформы штормовой волной. Такова версия компании-судовладельца.
Однако существуют неопровержимые данные, что причиной трагедии послужила цепь грубых нарушений правил буксировки СПБУ и аварийное состояние корпуса буровой платформы.
В документах завода-изготовителя СПБУ «Кольская» чётко указано, что «буксировка морем запрещена в зимнее время в зимних сезонных зонах». Федеральный арбитражный суд признал действительность этого запрета. A согласно инструкциям Российского Морского Регистра Судоходства, буксировки СПБУ в Охотском море запрещены уже после 15 октября. Попадание СПБУ «Кольской» в шторм в зимнем Охотском море — это следствие факта незаконной буксировки в районе, где штормы в это время года практически не прекращаются.
Причиной большого числа человеческих жертв стало наличие «лишних людей» на борту. Согласно «Инструкции по безопасности морских буксировок» п. 2.10: «Для обеспечения безопасности буксируемого судна на его борту может находиться квалифицированный экипаж или его минимально необходимая часть, возглавляемая капитаном. Буксировка судна с пассажирами на борту запрещается». Об этом же говорится и в «Приложениях к Руководству по техническому наблюдению за судами в эксплуатации» Российского Морского Регистра Судоходства. На борту «Кольской» в момент трагедии находились не имеющие никакого отношения к процессу буксировки буровики, страховой сюрвеер, геолог, врач, а также обслуживающий персонал, среди которого было 6 женщин.
Недостаточная прочность корпуса дала о себе знать ещё в августе 2011 года, когда по прибытии «Кольской» на судне-перевозчике «Трансшельф» в порт Магадан в корпусе СПБУ были обнаружены трещины. Ремонт корпуса был проведён с отступлениями от требований по ремонту корпуса и носил временный характер. Таким образом, СПБУ «Кольская» направили в зимний перегон, непредусмотренный её техническими характеристиками, с аварийным корпусом и 67 людьми на борту, большинство из которых не имели к буксировке никакого отношения.

## Спасательная операция
В воскресенье 18 декабря 2011 года до наступления темноты было спасено 14 человек с платформы, найдено 4 тела погибших. Из-за шторма спасательная операция была приостановлена до понедельника 19 декабря. 19 декабря в 00:10 по хабаровскому времени в район происшествия подошло судно «Смит Сахалин» для проведения поисково-спасательных работ.
Всего было спасено 14 человек, найдено 17 тел погибших. Остальные 36 человек считаются пропавшими без вести.
В Мурманске, порте приписки платформы, 20 декабря был объявлен траурным днём в память о погибших моряках.
На Новом мурманском кладбище (левая сторона, сектор 53) был открыт мемориал, где захоронены 8 членов экипажа и увековечены имена всех погибших.
Поиски были прекращены 22 декабря 2011 года в связи с приближением в район поиска глубокого циклона и потерей разумной надежды на спасение потерпевших.
Родственники погибших утверждали, что несколько человек с «Кольской» почти добрались до ледокола «Магадан», но потом судно сделало маневр, и они исчезли под ним. Дочь капитана Терсина заявила: «Спасательная операция началась поздно: экипажу „Кольской“ приходилось согласовывать с „Арктикморнефтегазразведкой“ каждый свой шаг — маршрут, маневры, говорят, даже подача сигнала SOS согласовывалась». Супруга старшего механика по буровому оборудованию платформы Ильи Карташова Елена Богуш заявила, что ответственность за гибель людей должно нести также руководство МЧС, которое вовремя не организовало спасательную операцию. Она сказала: «В 1989 году во время перегона платформы на ремонт в Норвегию она попала в сильный шторм. Всех людей с платформы тогда сразу же эвакуировали вертолетами, а саму платформу тащили три буксира „Нефтегаз“, и ещё один шел рядом».
1 февраля 2012 года стало известно, что небольшое судно — мотобот — с надписью «Кольская-1», вероятно находившееся в составе буровой платформы «Кольская», обнаружил старший маячный южнокурильского острова Уруп в 50 метрах от берега в районе мыса Ван-дер-Линда на юге этого острова. На мотоботе видны пробоины в правом борту, в кормовой и носовой частях судна. Есть ли в обнаруженном мотоботе тела людей в настоящий момент определить невозможно. Доступ к мотоботу крайне затруднён и с суши, и с моря — из-за того, что побережье в этих местах скалистое и обрывистое, сильное течение и множество камней, опасных для шлюпок. Для обследования мотобота будет решаться вопрос о привлечении вертолёта МЧС.
Родственники моряков с буровой платформы «Кольская» выразили намерение ходатайствовать перед Президентом РФ о посмертном награждении двух погибших мотористов — Алексея Бубнова и Романа Тихонова. Александр Кудасов, глава профсоюза компании «Арктикморнефтегазразведка» рассказал, что они подплывали к людям без сознания и подтаскивали их к борту буксира «Нефтегаз-55». Как утверждается, только Алексей Бубнов лично спас трех человек: «Когда Леша подплыл, мы кинули ему трос, но он не стал цепляться за него, а привязал человека, который был рядом с ним в воде. Затем он подтащил еще одного парня. Потом еще одного. После этого он поплыл за следующим, но уже не вернулся».

## Ход расследования трагедии
По факту крушения СПБУ «Кольская» Дальневосточное следственное управление на транспорте СКР возбудило уголовное дело по части 3 статьи 263 УК РФ («нарушение правил безопасности движения и управления морским транспортом, повлекшее по неосторожности смерть двух и более лиц»).
В ночь на 13 октября 2012 года следственная группа на гидрографическом судне «Кендрик» с помощью глубоководного аппарата «Triton» произвела осмотр самоподъемной плавучей буровой установки (СПБУ) «Кольская». Материалы обследования направлены на специализированную экспертизу в Санкт-Петербург. В течение месяца эксперты должны были назвать причины крушения СПБУ
6 апреля 2013 года было сообщено об окончании экспертизы причин гибели платформы. Результаты экспертизы не разглашаются, но, по словам дочери погибшего капитана, доказать, что буровая была неисправна, не удалось.
После ознакомления участвующих в деле лиц с результатами экспертизы, дело, насчитывающее уже 30 томов, будет передано в суд.
Параллельно с расследованием уголовного дела велись арбитражные споры, связанные с выплатой страхового возмещения: страховщик (страховая группа СОГАЗ) ещё в ноябре 2012 года официально отказал в выплате страхового возмещения компании «Арктикморнефтегазразведка», так как данный случай не был признан страховым, поскольку у платформы на момент катастрофы не было действующего класса. 11 января 2013 года владельцу платформы было отказано в иске к Российскому морскому регистру судоходства, приостановившему класс судна. Суд получил доказательства того, что при буксировке были нарушены ограничения, связанные с условиями эксплуатации «Кольской», и оговоренные в классификационном свидетельстве.
В 2012 году компания-владелец платформы выплатила семьям погибших сотрудников 263,4 млн рублей компенсации. Выплаты произведены из расчёта десяти годовых заработков каждого погибшего. Общая сумма расходов компании в связи с данным инцидентом составила более 279 млн рублей.
Дальневосточное следственное управление на транспорте СК в среду сообщило, что восстановило картину крушения буровой установки «Кольская» в Охотском море, и привело подробности ЧП, в результате которого погибли 53 человека. Накануне официальный представитель СК РФ Владимир Маркин сообщил, что следователи завершили расследование крушения «Кольской». Обвиняемыми по делу о нарушении правил безопасности проходят и. о. главного инженера компании «Арктикморнефтегазразведка» и и. о. заместителя гендиректора этой же организации по безопасности мореплавания. «Крушение „Кольской“ было результатом совокупности нарушений правил безопасности движения и эксплуатации судна и неисполнения своих обязанностей обвиняемыми, каждое из которых во взаимодействии с другими создавало реальную возможность наступления вредных последствий», — сообщает Дальневосточное следственное управление на транспорте СК.
По данным ведомства, буксировка «Кольской» началась 11 декабря 2011 года с 67 членами экипажа на борту, хотя начальник платформы ранее просил и. о. главного инженера «Арктикморнефтегазразведка» Леонида Бордзиловского вывезти 28 человек, незадействованных в буксировке. В течение пяти суток буксировка шла в штатном режиме, но в ночь на 16 декабря погода ухудшилась. Ответственный за буксировку «Кольской» Терсин самовольно увеличил скорость установки, пытаясь обогнать циклон. Он доложил об этом Бордзиловскому и Лихвану, но те не дали указаний снизить скорость до разрешенных пределов. На следующий день из-за превышения скорости на наружной обшивке корпуса образовались трещины. На платформу непрерывно стала поступать вода. К концу дня носовая часть установки накренилась.
По данным следствия, экипаж информировал Бордзиловского и Лихвана о необходимости спуска опорных колонн на установке для увеличения устойчивости судна и перехода в режим дрейфования. Однако они игнорировали тревожную информацию и распоряжений о спуске колонн не дали. С 17 по 18 декабря 2011 под воздействием шквалистого ветра до 25 метров в секунду и волн высотой до 4-5 метров на платформе сорвало обтекатель носовой опоры. Из-за этого произошло затопление балластных цистерн, нарушилась герметичность водонепроницаемых закрытий на верхней палубе. Воды в машинное отделение поступало больше, чем могли откачать насосы. Осадка и дифферент судна увеличивались.
Практически спустя сутки Бордзиловский и Лихван дали указание опустить опорные колонны, но из-за крена этого сделать не удалось. Следствие полагает, что обвиняемые знали, что в районе бедствия нет судов, способных оперативно помочь экипажу, но мер к спасению людей не приняли. Кроме того, своим устным распоряжением Бордзиловский запретил капитану подавать сигнал SOS до его особого распоряжения. Вопреки запрету, в 09.45 18 декабря капитан подал запоздалый сигнал SOS, ещё через три часа «Кольская» опрокинулась и затонула.